# Matthieu Bonafous
Matthieu Bonafous (Lyon, 1795 – 1852) foi um agrônomo francês.

## Biografia
Veio de uma família de ricos negociantes piemonteses, originários da França. Estudou principalmente as culturas espalhadas pela França, como o milho, o arroz, a vinha e a seda. Escreveu sobre estes assuntos em várias obras.
Também traduziu os  "Principes d'économie politique appliqués à l'agriculture" de Cesare Beccaria (1738-1794), e traduziu para os frances o poema de  Marco Girolamo Vida (1485-1566)  sob o  título "ver à soie" ( "bicho-da-seda")
Doou a sua fortuna para fundações filantrópicas; contribuiu para criação da colônia de  Mettray e para os institutos agronômicos de  Grignonet de Roville. 
O seu Elogio foi proncunciado por  Paul-Antoine Cap (1788-1877)  pela Academia das Cíências de Lyon, em  1854.

## Obras
- De l'éducation des vers à soie, 1821 ;
- L'art de cultiver le mûrier, 1822 ;
- Traité du maïs, 1833 ;
- Histoire naturelle du maïs, 1836 ;
- Ampélographie subalpine, etc.